# Peter Müller (Kunsthistoriker)
Peter Müller (* 1967 in Roßlau) ist ein deutscher Kunsthistoriker und Publizist.

## Leben
Müller studierte Informatik, Kunstgeschichte und Publizistik an der Universität Rostock sowie der Freien Universität Berlin. Im Jahr 1997 erhielt er das Magister Artium mit einer Arbeit Symbol mit Aussicht zur Planungs- und Baugeschichte des Berliner Fernsehturms. In den Jahren 1998 bis 2001 wirkte er als Mitglied des Graduiertenkollegs Politische Ikonografie an der Universität Hamburg und war Stipendiat der Deutschen Forschungsgemeinschaft. 2002 promovierte er sich mit einer Arbeit (Symbolsuche) zur Geschichte der Ost-Berliner Repräsentationsarchitektur im deutsch-deutschen Kontext.
Peter Müller erforscht die Verbindung von Politik und Stil in Kunst und Architektur nach dem Zweiten Weltkrieg. Überdies ist er seit 1992 auch für überregionale Zeitungen journalistisch tätig; unter anderem für die Berliner Zeitung, Die Welt, FAZ. Von 2003 bis 2005 war er als persönlicher Referent der Kulturstaatsministerin Christina Weiss tätig. Müller lebt in Berlin.

## Publikationen
- Die Kuppeln von Rom: Meisterwerke der Baukunst aus zwei Jahrtausenden. Böhlau Verlag, 2001, ISBN 978-3-412-04001-7.
- Symbol mit Aussicht. Die Geschichte des Berliner Fernsehturmes. Verlag Bauwesen, 2000, ISBN 978-3-345-00761-3.
- Symbolsuche: die Ost-Berliner Zentrumsplanung zwischen Repräsentation und Agitation. Gebrüder Mann, Berlin 2005, ISBN 978-3-7861-2497-9. (= Dissertation)
- Bauhaus-Tradition und DDR-Moderne. Der Architekt Richard Paulick. Deutscher Kunstverlag, 2006, ISBN 978-3-422-06628-1.